# Anochetus undet
Anochetus undet é uma espécie de formiga do gênero Anochetus, pertencente à subfamília Ponerinae.